# Un chino en bicicleta
Un chino en bicicleta es una novela del escritor argentino Ariel Magnus, ganadora del premio literario Premio La Otra Orilla en el año 2007. El argumento del libro transcurre en el barrio chino de la ciudad de Buenos Aires. Como tal aborda la temática de los problemas naturales de los inmigrantes con el trasfondo de un secuestro ocurrido por un Chino pirómano al estilo de los siniestros en Buenos Aires causados por Kin Zhong Li quien también recorría la ciudad en bicicleta.